# Reeder (Dakota del Norte)
Reeder es una ciudad ubicada en el condado de Adams en el estado estadounidense de Dakota del Norte. En el censo de 2010 tenía una población de 162 habitantes y una densidad poblacional de 101,21 personas por km².

## Geografía
Reeder se encuentra ubicada en las coordenadas 46°6′26″N 102°56′33″O / 46.10722, -102.94250. Según la Oficina del Censo de los Estados Unidos, Reeder tiene una superficie total de 1.6 km², de la cual 1.6 km² corresponden a tierra firme y (0%) 0 km² es agua.

## Demografía
Según el censo de 2010, había 162 personas residiendo en Reeder. La densidad de población era de 101,21 hab./km². De los 162 habitantes, Reeder estaba compuesto por el 95.68% blancos, el 0.62% eran afroamericanos, el 1.23% eran amerindios, el 0% eran asiáticos, el 0% eran isleños del Pacífico, el 0.62% eran de otras razas y el 1.85% pertenecían a dos o más razas. Del total de la población el 1.23% eran hispanos o latinos de cualquier raza.